# Dysplasie fibromusculaire
 Mise en garde médicale
La dysplasie fibromusculaire (DFM) est une maladie systémique de l’artère, non athéroscléreuse et non inflammatoire. Elle touche les artères de moyen calibre, en particulier l'artère rénale et l'artère carotide interne. La dysplasie fibromusculaire se caractérise par un épaississement anormal de la paroi artérielle, provoquant des  rétrécissements et des dilatations localisés. Ces altérations vasculaires présentent un aspect typique semblable à un « collier de perles » à l'examen d'imagerie médicale.

## Historique
La dysplasie fibromusculaire est décrite pour la première fois par Leadbetter et Burkland en 1938 chez un garçon de 5 ans souffrant d'hypertension artérielle sévère, corrigée par une néphrectomie. En 1965, Hunt et coll. constatent l'hétérogénéité de la maladie et introduisent le terme de dysplasie fibromusculaire, précédemment nommée « hyperplasie fibromusculaire ». C’est en 1971 que la classification pathologique exacte de la dysplasie fibromusculaire est proposée par Harrison et McCormack.
En 2009, la Fibromuscular Dysplasia Society of America (FMDSA) initie le premier registre de patients, The North American Registry for FMD. En 2016, The European/International FMD Registry and Initiative (FEIRI) voit le jour afin de recueillir des données sur les patients de plus 20 pays.
En 2019, le First International Consensus on the diagnosis and management of fibromuscular dysplasia est publié. Ce document, rédigé par un comité d'experts américains et européens, fournit des recommandations cliniques pratiques et propose des orientations de recherche.

## Épidémiologie
La prévalence de la dysplasie fibromusculaire au sein de la population générale demeure incertaine, estimée entre 3 % et 4 %.
Environ 80 à 90 % des patients atteints sont des femmes âgées de 40 et 60 ans, majoritairement d’origine caucasienne. Bien que moins fréquente chez les hommes, ceux-ci sont plus susceptibles de présenter des manifestations vasculaires telles que des dissections et des anévrismes.
Les formes familiales de dysplasie fibromusculaire restent rares puisque 3 à 7 % des patients seraient concernés.

## Causes
Les causes de la dysplasie fibromusculaire restent encore mal comprises, mais elles sont probablement multifactorielles, incluant des facteurs génétiques et environnementaux,.

### Génétique
Une étude publiée en 2024 met en lumière l'importance du gène UBR4 dans le développement de la maladie. En étudiant un modèle animal, les chercheurs ont confirmé que ce gène, ainsi que son réseau de régulation génique, jouent un rôle clé dans l'apparition de la maladie. Cette découverte constitue une avancée majeure dans la compréhension des mécanismes à l'origine de la dysplasie fibromusculaire et ouvre de nouvelles perspectives pour le développement de traitements ciblés. 
Les études antérieures avaient permis d'identifier que des variations du gène PHACTR1, régulateur essentiel de la santé vasculaire, accroissent le risque de dysplasie fibromusculaire. Ce gène, déjà associé à des pathologies comme la dissection spontanée de l'artère coronaire (SCAD), l'hypertension artérielle et la migraine, semble jouer un rôle central dans la fragilité artérielle. Par ailleurs, des liens avec le récepteur de la prostacycline (PTGIR), clé de la vasodilatation, et avec des gènes du tissu conjonctif et de la voie TGF-β ont été établis, suggérant des mécanismes complexes impliquant la régulation vasculaire et la formation du tissu conjonctif,. L’identification d’un lien avec le gène COL5A1, associé au syndrome d'Ehlers-Danlos, renforce cette hypothèse.

### Facteurs environnementaux
Les facteurs environnementaux impliqués restent à clarifier. Bien que le tabagisme puisse être un facteur de risque, son rôle dans la maladie reste incertain.
Le fait que la DFM soit beaucoup plus répandue chez les femmes que chez les hommes suggère l'implication de facteurs hormonaux. Dans les études menées à ce jour, aucun lien de cause à effet n'a été clairement identifié chez les femmes qui utilisent des contraceptifs oraux ou d'autres hormones féminines exogènes. La progestérone pourrait jouer un rôle dans le développement de la DFM.

## Classification

### Classification selon l'aspect angiographique
Les formes de dysplasie fibromusculaire sont classées selon l'apparence des artères lors de l’examen d’imagerie médicale d’angiographie selon la recommandation du First International Consensus on the diagnosis and management of fibromuscular dysplasia (2019). L’angiographie permet de distinguer les DFM focales (sténose unique et unilatérale) et multifocales (sténoses multifocales, aspect typique de « collier de perles »). La forme multifocale est la plus courante puisqu’elle se rencontre chez 80 à 90% des cas.

### Classification histopathologique
Historiquement, la classification de la DFM était basée sur l’histologie, en fonction de la couche (ou tunique) de la paroi artérielle touchée. Dans la plupart des cas, les atteintes se situent au niveau de la media, la couche moyenne de l’artère. L’alternance d’accumulation de collagène et de perte de membrane élastique dans cette tunique produit l’aspect « collier de perles » visible à l’angiographie. Dans de plus rares cas, l'intima ou l'adventice peuvent être touchés. À l’angiographie, ces formes apparaissent comme des rétrécissements isolés.

## Manifestations
Les personnes atteintes de dysplasie fibromusculaire peuvent être asymptomatiques. Dans les cas symptomatiques, les signes cliniques dépendent de l'artère atteinte.

### Artères rénales
En cas d'atteinte au niveau rénal, le symptôme le plus fréquent est une hypertension artérielle. L'atteinte rénale peut se compliquer en infarctus rénal lié à une dissection artérielle rénale.

### Artères cervico-encéphaliques
Lorsque l'atteinte se situe au niveau des artères cervico-encéphaliques, comme les artères carotides, les symptômes peuvent être des céphalées, des acouphènes pulsatiles et des vertiges. Elle peut se compliquer en une dissection d'une artère cervicale et entraîner un accident vasculaire-cérébral.

### Autres artères
Une atteinte au niveau des artères viscérales peut se manifester par une douleur postprandiale au flanc ou à l'abdomen, une ischémie mésentérique, des anévrismes, des dissections ou un bruit abdominal. Au niveau d'une artère coronaire, elle peut se compliquer par une dissection.

## Diagnostic
Le diagnostic de dysplasie fibromusculaire repose principalement sur les examens d'imagerie médicale. Pour établir le diagnostic, la présence d'au moins une lésion artérielle focale ou multifocale est nécessaire. En cas de suspicion de DFM de l'artère rénale, l'angioscanner est la modalité d'imagerie initiale de choix, ou l'imagerie par résonnance magnétique (IRM) avec contraste lorsque l'angioscanner est contre-indiqué. Pour la DFM cérébrovasculaire, la préférence quant à la modalité d'imagerie n'est pas établie par manque de données: l'angiographie par tomodensitométrie ou l'IRM avec contraste peuvent être utilisées. Par ailleurs, compte tenu du caractère systémique de la dysplasie fibromusculaire, les patients doivent subir un examen d'imagerie médicale du corps entier au moins une fois pour identifier si d'autres zones peuvent être atteintes et dépister d'éventuels anévrismes ou dissections occultes.

## Traitement
Au niveau des artères rénales, si le rétrécissement est considéré comme significatif, une angioplastie peut être proposée.
La mise sous antiagrégants plaquettaires est de règle même si les raisons sont essentiellement empiriques, sans preuves établies d'une efficacité sur l'évolution de ce type d'atteinte.